# Kim Il (político)
Kim Il (hangul: 김일; 20 de março de 1910 – 9 de março de 1984) foi um político norte-coreano que serviu como primeiro-ministro da Coreia do Norte de 28 de dezembro de 1972 a 19 de abril de 1976.

## Início da vida e carreira

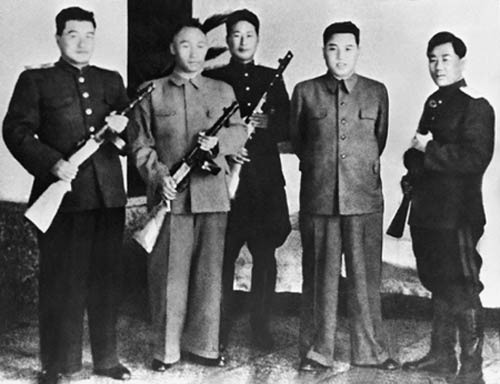
Choe Yong-gon, Kim Chaek, Kim Il e Kang Kon recebendo as primeiras submetralhadoras Tipo 49 produzidas internamente pelo presidente Kim Il Sung, em 1949.

Kim nasceu em 20 de março de 1910, na província de Hamgyong, em uma família pobre de camponeses. Kim juntou-se ao Partido Comunista clandestino em 1932 e lutou contra o domínio colonial japonês a partir de 1935. Após a libertação da Coreia em 1945, ele serviu como secretário do Comitê do Partido da Província de Pyongan. Foi nomeado para diferentes cargos militares importantes desde 1946. Kim Il foi eleito para o 1º Comitê Central em 24 de novembro de 1946 e permaneceu como membro até sua morte. Após a República Popular Democrática da Coreia proclamar a independência em 1948, ele foi eleito para o 2º Comitê Permanente do Partido dos Trabalhadores da Coreia (PTC) e em 1953 foi eleito para o 2º Comitê Político do PTC (mais tarde renomeado "Presidium"). Em 1954, ele se tornou Ministro da Agricultura no Gabinete Norte-Coreano, substituindo Pak Mun-gyu. Foi então nomeado primeiro vice-primeiro-ministro do seu país em 1956. Kim foi eleito delegado para a 1ª, 2ª, 3ª, 4ª e 5ª Assembleia Popular Suprema (APS). Em 1970, ele era o membro mais graduado do WPK, depois de Kim Il Sung e Choe Yong-gon.
Em 1966, Kim Il Sung não fez seu discurso habitual de Ano Novo. Embora a razão não seja definitivamente conhecida, fontes norte-coreanas afirmam que ele estava distraído com a notícia de que Kim Il havia sido diagnosticado com câncer e faltou ao discurso para fazer arranjos para o tratamento médico de Kim.
Na década de 1960, Kim reforçou a posição de independência da Coreia do Norte em relação à União Soviética e à China na divisão sino-soviética . Ele tentou persuadir a Roménia a ficar de fora da Comecon, tal como a Coreia do Norte. Kim também participou das negociações de pactos comerciais e de defesa com a União Soviética. Em Março de 1967, declarou a conclusão de acordos económicos e militares com Moscovo. Ele foi nomeado primeiro-ministro em 1972, depois que Kim Il Sung renunciou ao cargo de primeiro-ministro para se tornar presidente da Coreia do Norte. Kim Il foi primeiro-ministro até sua renúncia em 30 de abril de 1976, devido a problemas de saúde.

## Vice-presidência
Kim tornou-se imediatamente vice-presidente, nomeado pela SPA.  Sua nomeação foi renovada em 15 de dezembro de 1977. Ele serviu até sua morte em 1984, ao lado de Pak Sung-chul, também vice-presidente.
Kim foi eleito para o Presidium do Politburo do WPK no 6º Congresso do WPK em 1980. No Congresso, Kim Il Sung propôs a reunificação coreana sob uma " República Federal Democrática de Koryo ", mas apenas se o presidente sul-coreano Chun Doo-hwan fosse deposto. Quando Chun respondeu no seu discurso de Ano Novo de 1981, pedindo a Kim Il Sung que visitasse o Sul, Kim Il interveio para denunciar a administração sul-coreana e para exigir que todas as exigências de Kim Il Sung fossem satisfeitas antes que qualquer diálogo pudesse ter lugar.  Kim Il emitiu uma declaração, dizendo: "Isso não passa de uma burlesca tola criada para encobrir a natureza suja de divisão nacional de [Chun] e ganhar o favor público com a 'eleição presidencial' em mãos... Como já anunciamos claramente, Chun Doo Hwan não é um homem digno de fazermos qualquer coisa com ele... [A proposta é] um ato tolo de um canalha que não sabe qual é o seu lugar."  Kim disse:

À luz das complicadas relações actuais entre o Norte e o Sul... é evidente para todos que o momento das eleições gerais está muito distante e, além disso, não é lógico realizar eleições gerais de acordo com os princípios da autodeterminação nacional e do procedimento democrático, deixando as tropas estrangeiras e mantendo o sistema militar fascista na Coreia do Sul tal como está. Quanto à formação de uma Conferência Consultiva para a Reunificação Nacional com aqueles que representam a vontade do povo, só pode ser considerada como um mero discurso vazio sob o atual estado de dura repressão em que as pessoas conscientes que falam pelas exigências das massas populares são todas lançadas na prisão e as suas actividades políticas proibidas por lei na Coreia do Sul.... As tropas americanas têm de ser retiradas da Coreia do Sul, a democratização tem de ser levada a cabo e a política de confrontação anticomunista tem de terminar.

Estamos prontos para nos encontrarmos com os atuais governantes da Coreia do Sul, mesmo amanhã, se eles mostrarem o seu novo começo pelos seus atos, removendo estes obstáculos que bloqueiam o caminho da reunificação nacional. Nesse caso, o órgão consultivo para a reunificação a ser organizado pode assumir qualquer forma - seja uma conferência para a promoção da reunificação nacional ou um conselho consultivo para a unificação nacional - e não nos preocuparemos com o seu nome. Apenas defendemos que as autoridades do Norte e do Sul e os representantes de diferentes partidos e agrupamentos e de todas as camadas no país e no estrangeiro devem participar.
Três semanas depois, Kim Il, na qualidade de Presidente do Comitê para a Reunificação Pacífica da Pátria, exigiu que fosse organizada uma conferência de 50 pessoas representando o Norte e 50 o Sul. A proposta incluía os nomes dos representantes sulistas desejados, que incluíam políticos proeminentes de partidos proibidos na Coreia do Sul em 1980, mas nenhum do seu partido no poder.
Kim passou grande parte de 1982 recebendo tratamento médico na Romênia. Mesmo após seu reaparecimento em 1983, sua saúde permaneceu precária, como evidenciado pela ausência de inúmeras reuniões cerimoniais. Ele morreu em 9 de março de 1984, aos 73 anos. Ele recebeu um funeral de estado presidido por um comitê funerário de 69 pessoas. Diz-se que a sua morte marcou o fim do período de domínio da “velha guarda” de líderes políticos que estavam com Kim Il Sung antes de ele ascender ao poder. Na altura da sua morte, Kim Il estava classificado apenas em segundo lugar, depois de Kim Il Sung e ultrapassava formalmente até mesmo Kim Jong Il, o sucessor designado de Kim Il Sung. Kim Il teria criticado Kim Jong Il.

## Trabalhos
- Kim Il (1964). «On the People's Economic Development Plan for 1968 for Carrying on More Successfully [sic] Economic Construction and Defence Upbuilding, in Face of the Obtaining Situation». Korea Today (145). OCLC 122429262
- Kim Il (1970). «Speech by First Vice-Premier Kim Il [Speeches at the Pyongyang Rally Marking the 'Day of Struggle Against U.S. Imperialism" (June 25, 1970)]». People of Asia: Unite and Drive the U.S. Agressors Out of Asia!. Peking: Foreign Languages Press. pp. 33–51. OCLC 204899
- Kim Il (1974). On the Summing Up of the Implementation of the "Theses on the Socialist Rural Question in Our Country" Set Forth by the Respected and Beloved Leader Comrade Kim Il Sung and the Future Tasks: Report. Pyongyang: Foreign Languages Publishing House. OCLC 8344966
- Kim Il;  et al. (1981). Twenty-year-long Anti-Japanese Revolution Under the Red Sunrays: June 1926 – August 1931. 1. Pyongyang: Foreign Languages Publishing House. OCLC 873742698
- Kim Il;  et al. (1982). Twenty-year-long Anti-Japanese Revolution Under the Red Sunrays: September 1931 – February 1936. 2. Pyongyang: Foreign Languages Publishing House. OCLC 914716941
- Kim Il;  et al. (1984). Twenty-year-long Anti-Japanese Revolution Under the Red Sunrays: February 1936 – October 1938. 3. Pyongyang: Foreign Languages Publishing House. OCLC 923269976
- Kim Il;  et al. (1986). Twenty-year-long Anti-Japanese Revolution Under the Red Sunrays: November 1938 – August 1940. 4. Pyongyang: Foreign Languages Publishing House. OCLC 812696881
- Kim Il;  et al. (1988). Twenty-year-long Anti-Japanese Revolution Under the Red Sunrays: August 1940 – August 1945. 5. Pyongyang: Foreign Languages Publishing House. OCLC 812696872